# Hassan Sharahili
Hassan Sharahili (Ad Dawadimi, 24 de febrero de 1993) es un futbolista saudita que juega en la demarcación de delantero para el Al-Arabi SC de la Liga Príncipe Mohammad bin Salman.

## Selección nacional
Hizo su debut con la selección de fútbol de Arabia Saudita en un partido amistoso contra Guinea Ecuatorial que finalizó con un resultado de 3-2 a favor del combinado saudita tras los goles de Mohammed Al-Khabrani, Abdullah Al-Shamekh y Abdulfattah Adam para Arabia Saudita, y un doblete de Emilio Nsue para Guinea Ecuatorial.

## Clubes
| Club                    | País           | Año       | Partidos | Goles |
| ----------------------- | -------------- | --------- | -------- | ----- |
| Al-Dera'a FC            | Arabia Saudita | 2015-2016 |          |       |
| Al-Batin FC             | Arabia Saudita | 2016-2017 | 0        | 0     |
| Damac FC (cedido)       | Arabia Saudita | 2017-2018 | 25       | 14    |
| Al-Batin FC             | Arabia Saudita | 2018      | 4        | 1     |
| Damac FC (cedido)       | Arabia Saudita | 2019      | 17       | 8     |
| Al-Batin FC             | Arabia Saudita | 2019-2021 | 17       | 2     |
| Al-Jabalain FC (cedido) | Arabia Saudita | 2021-2022 | 22       | 2     |
| Al-Arabi SC             | Arabia Saudita | 2022-     |          |       |